# Centrotus angulata
Centrotus angulata är en insektsart som beskrevs av Degeer 1778. Centrotus angulata ingår i släktet Centrotus och familjen hornstritar. Inga underarter finns listade i Catalogue of Life.